# Huaytará (provincie)
Huaytará is een provincie in de regio Huancavelica in Peru. De provincie heeft een oppervlakte van  6.458 km² en telt 23.021 inwoners (2015). De hoofdplaats van de provincie is het district Huaytará.

## Bestuurlijke indeling
De provincie Huaytará is verdeeld in zestien districten, UBIGEO tussen haakjes:
- (090602) Ayaví
- (090603) Córdova
- (090604) Huayacundo Arma
- (090601) Huaytará, hoofdplaats van de provincie
- (090605) Laramarca
- (090606) Ocoyo
- (090607) Pilpichaca
- (090608) Querco
- (090609) Quito-Arma
- (090610) San Antonio de Cusicancha
- (090611) San Francisco de Sangayaico
- (090612) San Isidro
- (090613) Santiago de Chocorvos
- (090614) Santiago de Quirahuara
- (090615) Santo Domingo de Capillas
- (090616) Tambo

Acobamba · Angaraes · Castrovirreyna · Churcampa · Huancavelica · Huaytará · Tayacaja